# Rhipidoleses yakusimensis
Rhipidoleses yakusimensis là loài chuồn chuồn trong họ Megapodagrionidae. Loài này được Asahina mô tả khoa học đầu tiên năm 1951.